# Luis Asprilla
Luis Yojan Alberto Asprilla Caballero (ur. 28 maja 2001) – panamski piłkarz występujący na pozycji prawego obrońcy, reprezentant Panamy, od 2020 roku zawodnik Tauro.